# Мехран (река)
Мехран (перс. مهران‎) — река в Иране, протекающая по провинциям Фарс и Хормозган. Впадает в пролив Хуран.
Берёт начало на склонах гор в верховье долины Гелледар. Течёт на юго-восток между хребтами Шибкух и Кухе-Залими.
У города Беркух разделяется на две протоки и вскоре впадает в пролив Хуран.

## Притоки
Объекты по порядку от устья к истоку ( км от устья: ← левый приток | → правый приток | — объект на реке ):
Мехран
← Рудханейе-Кухидж
→ Джене
← родник Кухи
← родник Перхиз
→ Тенге-Хур